# Prawdopodobieństwo niewykonania zobowiązania
Prawdopodobieństwo niewykonania zobowiązania (ang. Probability of Default, PD) – prawdopodobieństwo niewykonania zobowiązania przez kontrahenta w okresie jednego roku.
PD mówi o tym, z jakim prawdopodobieństwem (dolny pułap 0,03%) w horyzoncie jednego roku nastąpi strata kredytowa z nim związana. Podstawową zasadą szacowania wartości parametru PD jest spójna definicja niewywiązania się z zobowiązań, obowiązująca dla całego portfela kredytowego bez względu na narzędzia ratingowe obsługujące jego części i zgodna z definicją referencyjną zaprojektowaną przez Komitet Bazylejski. Prawdopodobieństwo niewywiązania się klienta ze zobowiązań to parametr, który jest produktem obliczenia dokonanego na podstawie wiarygodnego narzędzia analitycznego, bazującego na prognozach oraz historycznie zaobserwowanych stopach niewypłacalności i badaniu ich związku z wielkościami lub wskaźnikami finansowymi oraz niemierzalnymi cechami jakościowymi decydującymi o kondycji podmiotu.

## System ratingowy
Zgodnie z praktyką agencji ratingowych, skalę prawdopodobieństwa podzielono na część inwestycyjną, wiążącą się z niewielkim ryzykiem dłużnika, oraz część spekulacyjną, reprezentującą wysokie prawdopodobieństwo niewywiązania się z zobowiązań. W obrębie każdej z tych części wyróżniono dodatkowo kategorie ratingowe i każdej z nich przyporządkowano jedną wartość PD. W procesie nadawania ratingu każdy klient zostaje przyporządkowany do jednej z kategorii i otrzymuje właściwą dla niej wartość parametru PD. Aby wyeliminować nierówności konkurencyjne związane ze stosowaniem narzędzi ratingowych o różnej jakości, Nowa Umowa Kapitałowa podaje ogólne ramy wymagań dotyczących tych narzędzi oraz systemu ratingowego jako całości. Administrowanie i zarządzanie systemem ratingowym PD powierza się odrębnej jednostce banku, niezależnej od pionu odpowiedzialnego za generowanie ekspozycji. Jednostka ta jest odpowiedzialna również za weryfikację ratingu i zapewnienie ciągłości procesu pozyskiwania istotnych informacji o kredytobiorcy. Rewizja procesów, dokumentacji systemów ratingowych i jakości danych leży w gestii komórki audytu wewnętrznego banku.

## Należności a PD
Indywidualne cechy należności nie mają wpływu na oszacowania PD. Wszystkim należnościom od tego samego klienta zostają przyporządkowane te same wartości parametru prawdopodobieństwa niewykonania zobowiązań. Wyjątki dotyczą ekspozycji gwarantowanych, gdy PD zabezpieczanej części wynika z oceny wiarygodności kredytowej gwaranta lub ekspozycji, do których stosuje się wymóg z tytułu ryzyka kraju. Zgodnie z tą ideą, jeżeli jedna z należności klienta znalazłaby się w sytuacji niewykonania zobowiązań, wszystkie jego transakcje powinny zostać przekwalifikowane do tej kategorii. Odstępstwa od tej zasady przewidziano jedynie w zakresie segmentu klientów detalicznych, gdzie niespłacenie zobowiązań z tytułu jednej należności nie musi oznaczać zaklasyfikowania wszystkich pozostałych jako domyślne.